# Sa quốc Bulgaria
Sa quốc Bulgaria (tiếng Bulgaria: Българско царство, Balgarsko tsarstvo [ˈbəlɡɐrskʊ ˈt͡sarstvʊ]) là một thực thể chính trị án ngữ hạ lưu sông Danube từ 913 đến 1422.

## Lịch sử
Biên niên sử sa quốc Bulgaria bắt đầu năm 913 khi Simeon Đại Đế xưng tước sa hoàng và kết thúc vào năm 1422 khi quốc gia này sáp nhập vào đế quốc Byzantium theo hình thức bán tự nguyện. Suốt quá trình tồn tại, sa quốc này là một thực thể yếu, án ngữ cực Bắc Byzantium và thường xuyên cống nộp cho La Mã.

## Quân chủ

### Thời kì độc lập (913 - 1018)
| Chân dung                   | Tước hiệu | Danh tính      | Tuổi tác          | Niên hạn      | Chú |
| --------------------------- | --- | -------------- | ----------------- | ------------- | --- |
|                             | |                |                   |               | |
| Triều Dulo (681–753)        | |                |                   |               | |
|                             | Hoàng thân/Hoàng đế (Sa hoàng) Hoàng đế của Bulgaria và La Mã (tuyên bố) Hoàng đế của Bulgaria (được công nhận) | Simeon I       | 864/865-927       | 893–927       | Con thứ ba của Boris I, lớn lên để trở thành một giáo sĩ nhưng được tôn phong trong Hội đồng Preslav. Bulgaria đạt đến mức độ lãnh thổ lớn nhất. Thời đại huy hoàng của văn hóa Bulgaria. Mất do đau tim ngày 27/5/927, 63 tuổi. |
|                             | Hoàng đế Hoàng đế của Bulgaria                                                                                  | Petar I        | ?-970             | 927–969       | Con thứ hai của Simeon I. Cai trị 42 năm, dài nhất trong lịch sử Bulgaria. Thoái vị năm 969 và trở thành ẩn sĩ. Mất ngày 30/1/970. Proclaimed a Saint.                                                                           |
|                             | Hoàng đế | Boris II       | 931-977           | 970–971       | Con trai lớn nhất của Petar I. Bị Byzantines truất quyền năm 971. Bị giết bởi lính canh biên giới Bulgaria năm 977 khi cố gắng về nước.                                                                                          |
|                             | Hoàng đế | Roman          | 930-997           | 977–991 (997) | Con trai thứ hai của Petar I. Bị Byzantines bắt nhưng trốn được về Bulgaria năm 977. Bị bắt trong trận chiến với Byzantines năm 991 và mất trong tù tại Constantinople năm 997.                                                  |
| Triều Cometopuli (997–1018) | |                |                   |               | |
|                             | Hoàng đế Hoàng đế của Bulgaria                                                                                  | Samuel         | ?-1014            | 997–1014      | Đồng cai trị và tổng toàn quyền La Mã từ 976 đến 997. Chính thức tuyên bố Hoàng đế Bulgaria vào năm 997. Chết vì đau tim vào ngày 6/10/1014, 69–70 tuổi.                                                                         |
|                             | Hoàng đế | Gavril Radomir | ?-1015            | 1014–1015     | Con trai cả của Samuel, lên ngôi vào ngày 15 tháng 10 năm 1014. Bị giết bởi em họ Ivan Vladislav vào tháng 8 năm 1015. |
|                             | Hoàng đế | Ivan Vladislav | 987-1018          | 1015–1018     | Con của Aron và cháu của Samuel.Giết chết trong cuộc vây hãm Drach. Cái chết của ông đã kết thúc Đế quốc Bulgaria đầu tiên, sáp nhập vào đế quốc Byzantine.                                                                      |
|                             | Sa hoàng Sa hoàng của Bulgaria                                                                                  | Presian II     | 996/997-1060/1061 | 1018          | |

### Tùy thuộc Byzantium (1018 - 1185)
| Chân dung | Tước hiệu | Danh tính         | Tuổi tác | Niên hạn  | Chú |
| --------- | --------- | ----------------- | -------- | --------- | --- |
|           | Hoàng đế  | Peter Delyan      | ?-1041   | 1040–1041 | Tuyên bố là hậu duệ của Gavril Radomir. Lãnh đạo khởi nghĩa không thành công chống lại Byzantine cai trị. |
|           | Hoàng đế  | Constantine Bodin | ?–1101   | 1072      | Được đặt tên là Bodine Constantine và hậu duệ của Samuel, ông tuyên bố là Hoàng đế của Bulgaria sau khi Hoàng đế Petar I được phong thánh dẫn tới Khởi nghĩa của Georgi Voiteh. Là vua của Duklja từ 1081 đến 1101. |

## Thời kì bán độc lập (1185 - 1422)
| Chân dung                   | Tước hiệu                                                                                        | Danh tính                        | Tuổi tác       | Niên hạn  | Chú |
| --------------------------- | ------------------------------------------------------------------------------------------------ | -------------------------------- | -------------- | --------- | --- |
|                             |                                                                                                  |                                  |                |           | |
| Triều Asen                  |                                                                                                  |                                  |                |           | |
| Tập tin:Petar 4.jpg         | Hoàng đế                                                                                         | Petar II (còn được gọi Peter IV) | ?-1197         | 1185–1190 | Ban đầu có tên Theodore, ông được tuyên bố là Hoàng đế Bulgaria là Petar IV sau khi khởi nghĩa của Asen và Petar thành công. Năm 1190, ông đã trao ngai vàng cho em trai mình. |
|                             | Hoàng đế                                                                                         | Ivan Asen I                      | ?-1196         | 1190–1196 | Em trai của Peter IV. Một vị tướng thành công, ông cai trị cho đến năm 1196 khi ông bị anh em họ Ivanko sát hại.                                                               |
| Tập tin:Petar 4.jpg         | Hoàng đế                                                                                         | Petar II (Peter IV)              | ?-1197         | 1196–1197 | Sau cái chết của em trai, ông tiếp tục ngai vàng Bulgaria |
|                             | Hoàng đế[e] Hoàng đế của Bulgaria và Vlachs, người La Mã                                         | Kaloyan                          | 1170-1907      | 1197–1207 | Em trai thứ ba của Asen và Petar. Mở rộng Bulgaria và kết thúc một Liên minh với Giáo hội Công giáo. Bị giết trong cuộc vây hãm Salonica.                                      |
|                             | Hoàng đế                                                                                         | Boril                            | ?-1218         | 1207–1218 | Con của người em gái Kaloyan. Bị đày và chọc mù mắt vào năm 1218. |
|                             | Hoàng đế Hoàng đế của Bulgaria và Hy Lạp                                                         | Ivan Asen II                     | 1195-1241      | 1218–1241 | Con trưởng của Ivan Asen I. Đế quốc Bulgaria thứ hai đã đạt đến đỉnh điểm trong thời gian này.                                                                                 |
|                             | Hoàng đế                                                                                         | Kaliman Asen I                   | 1234-1246      | 1241–1246 | Con của Ivan Asen II. |
|                             | Hoàng đế                                                                                         | Michael II Asen                  | 1239-1257      | 1246–1256 | Con của Ivan Asen II. Giết chết bởi người anh em họ Kaliman. |
|                             | Hoàng đế                                                                                         | Kaliman Asen II                  | ?-1256         | 1256      | Bị giết năm 1256. |
|                             | Hoàng đế                                                                                         | Mitso Asen                       | ?-1277         | 1256–1257 | Chạy trốn đến Đế chế Nicaean năm 1261. |
|                             | Hoàng đế Trong Thiên chúa Hoàng đế Lãnh chúa tín đaọ và lãnh đạo tất cả người Bulgaria           | Constantine I                    | ?-1277         | 1257–1277 | Bolyar của Skopie. Bị giết trong trận chiến năm 1277 bởi lãnh đạo nông dân Ivaylo.                                                                                             |
|                             | Hoàng đế                                                                                         | Ivan Asen III                    | 1259/1260-1303 | 1279–1280 | Con của Mitso Asen. Chạy trốn đến Constantinople với ngân khố. |
| Không triều đại             |                                                                                                  |                                  |                |           | |
|                             | Hoàng đế                                                                                         | Ivaylo                           | ?-1281         | 1277–1280 | Lãnh đạo chính cuộc khởi nghĩa nông dân. Chạy đến Hãn quốc Kim Trướng nhưng bị ám sát bởi Hãn Mông Cổ Nogai.                                                                   |
| Triều Terter (1280–1292)    |                                                                                                  |                                  |                |           | |
|                             | Hoàng đế                                                                                         | George Terter I                  | ?-1308/1309    | 1280–1292 | Bolyar của Cherven. Chạy trốn đến Đế chế Byzantine năm 1292, qua đời ở Bulgaria năm 1308–1309.                                                                                 |
| Không triều đại (1292–1300) |                                                                                                  |                                  |                |           | |
|                             | Hoàng đế                                                                                         | Smilets                          | ?- 1298        | 1292–1298 | Bolyar của Kopsis. |
|                             | Hoàng đế                                                                                         | Chaka                            | ?-1300         | 1299–1300 | Con của Nogai Khan Mông Cổ. Lưu đày và giết trong tù năm 1300. |
| Triều Terter (1300–1322)    |                                                                                                  |                                  |                |           | |
|                             | Hoàng đế                                                                                         | Theodore Svetoslav               | 1270s-1321     | 1300–1321 | Con của George Terter I. Tuổi trẻ là con tin của Kim Trường Hãn Quốc. Mất cuối năm 1321, khoảng 50–55 tuổi.                                                                    |
|                             | Hoàng đế                                                                                         | George Terter II                 | 1307-1330      | 1321–1322 | Con của Theodore Svetoslav. |
| Triều Shishman (1323–1396)  |                                                                                                  |                                  |                |           | |
|                             | Hoàng đế                                                                                         | Michael III Shishman             | 1280-1330      | 1323–1330 | Bolyar của Vidin. Bị thương nặng trong trận Velbazhd ngày 28/7/1330 chống lại người Serbs.                                                                                     |
|                             | Hoàng đế                                                                                         | Ivan Stephen                     | ?-1373         | 1330–1331 | Con của Michael III Shishman. Bị đày vào tháng 3 năm 1331 và trốn sang Serbia.                                                                                                 |
|                             | Hoàng đế Trong Thiên chúa Hoàng đế Lãnh chúa tín đaọ và lãnh đạo tất cả người Bulgaria và Hy Lạp | Ivan Alexander                   | ?-1371         | 1331–1371 | Bolyar của Lovech. Xuất thân từ các triều đại Asen, Terter và Shishman. Thời hoàng kim thứ hai của Bulgaria. Sau khi ông mất, Bulgaria bị chia rẽ giữa các con trai của ông.   |
|                             | Hoàng đế Trong Thiên chúa Hoàng đế Lãnh chúa tín đaọ và lãnh đạo tất cả người Bulgaria và Hy Lạp | Ivan Shishman                    | ?-1395         | 1371–1395 | Con thứ tư của Ivan Alexander. |
|                             | Hoàng đế Hoàng đế của Bulgaria                                                                   | Ivan Sratsimir                   | ?-1397         | 1356–1396 | Con thứ ba của Ivan Alexander. Cai trị Vidin. |
|                             | Sa hoàng Bulgaria                                                                                | Constantine II                   | ?- 1422        | 1397–1422 | Con của Ivan Sratsimir (Ivan Sracimir) của Bulgaria và Anna, còn gái Hoàng thân Nicolae Alexandru xứ Wallachia. Ông lên ngôi hoàng đế trước năm 1395.                          |
| Đế quốc Ottoman thôn tính.  |                                                                                                  |                                  |                |           | |

## Dư đồ

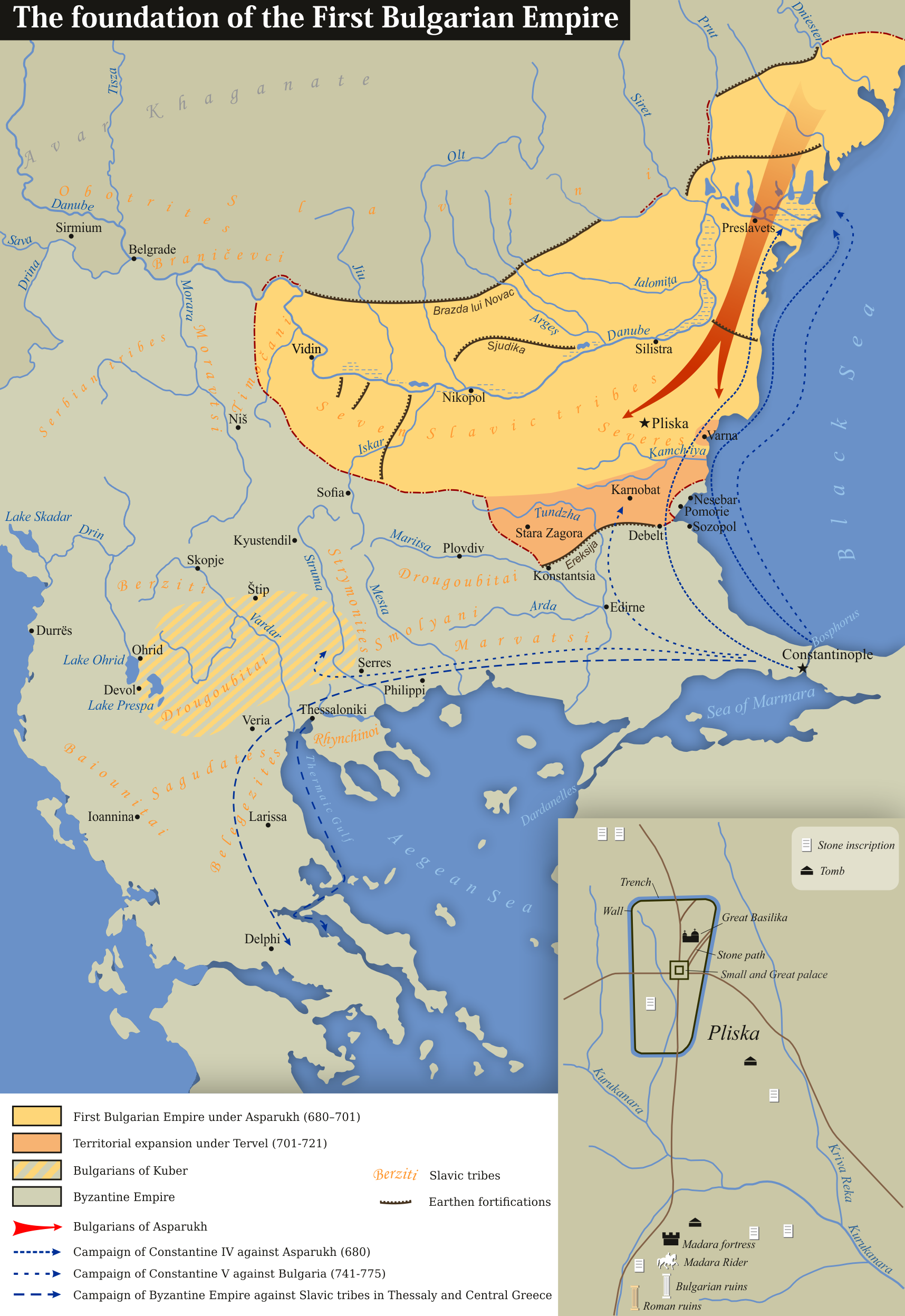
Bulgaria after its foundation by kanasubigi Asparukh in 681
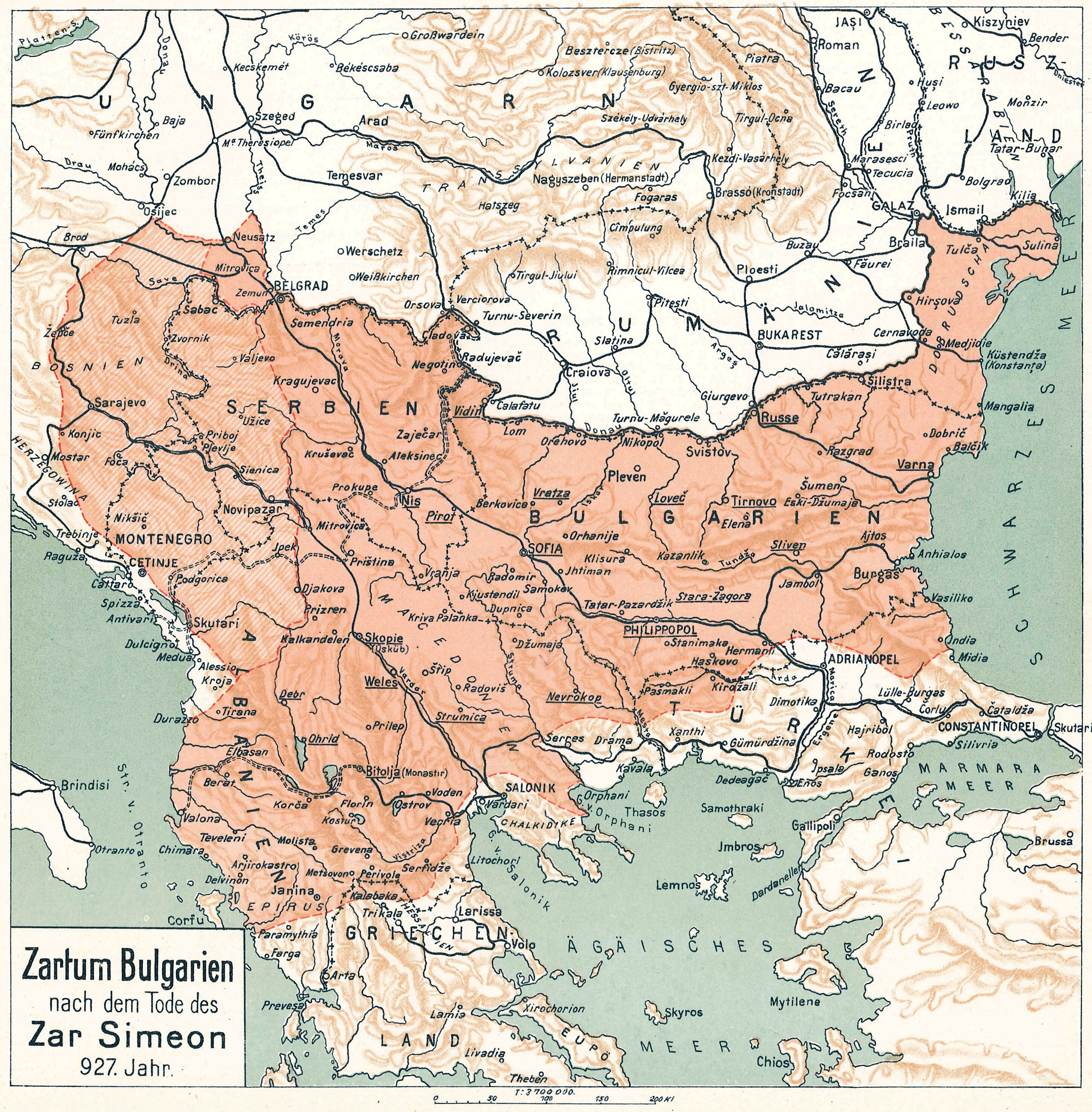
Map of Bulgaria during its largest territorial extension under Simeon the Great
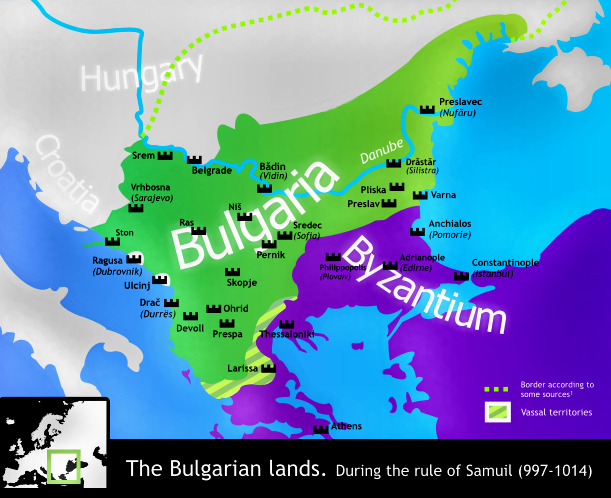
Map of Bulgaria during the reign of Samuel
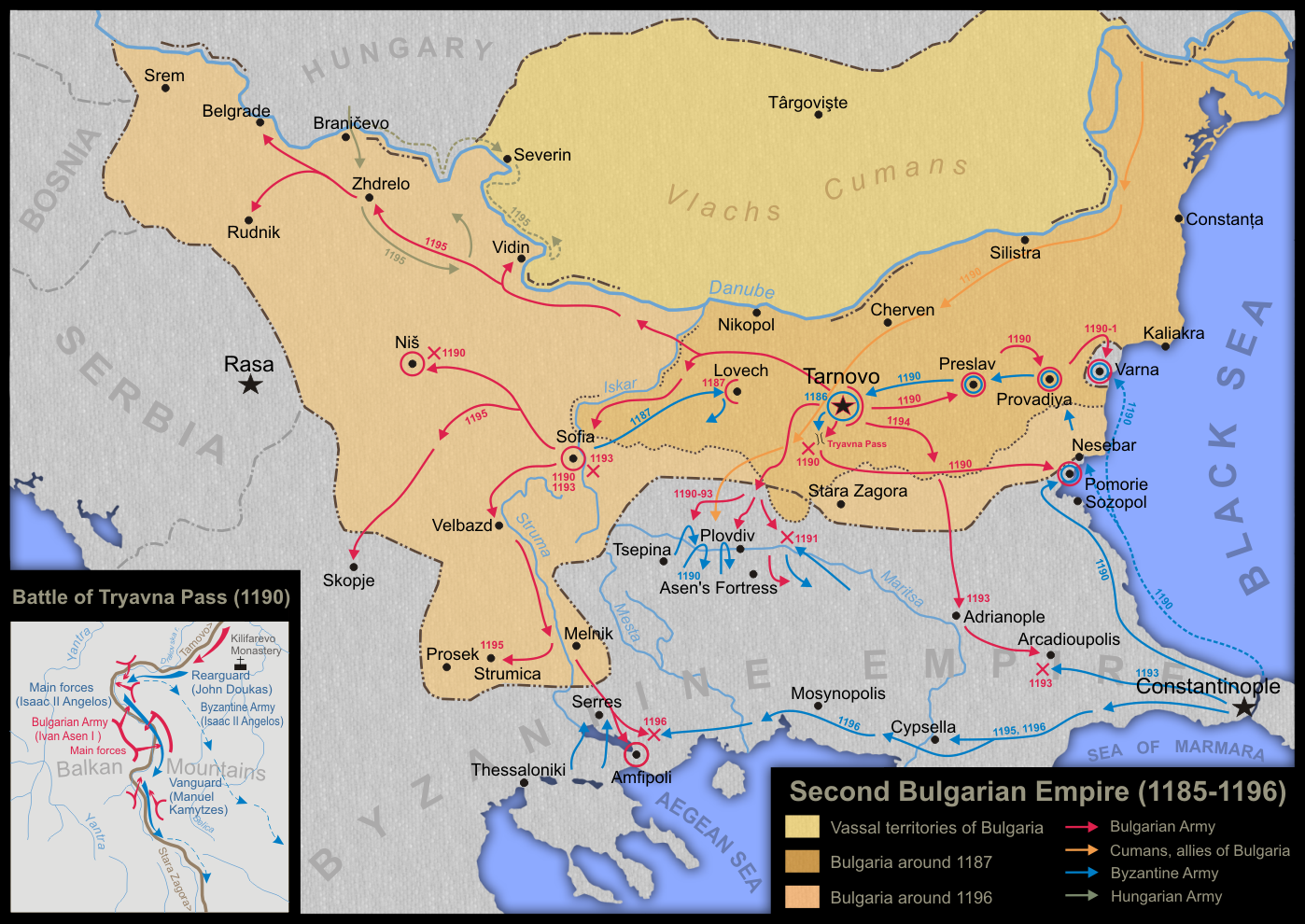
Bulgaria under the brothers Peter and Asen
The Bulgarian Empire during the reign of Ivan Asen II
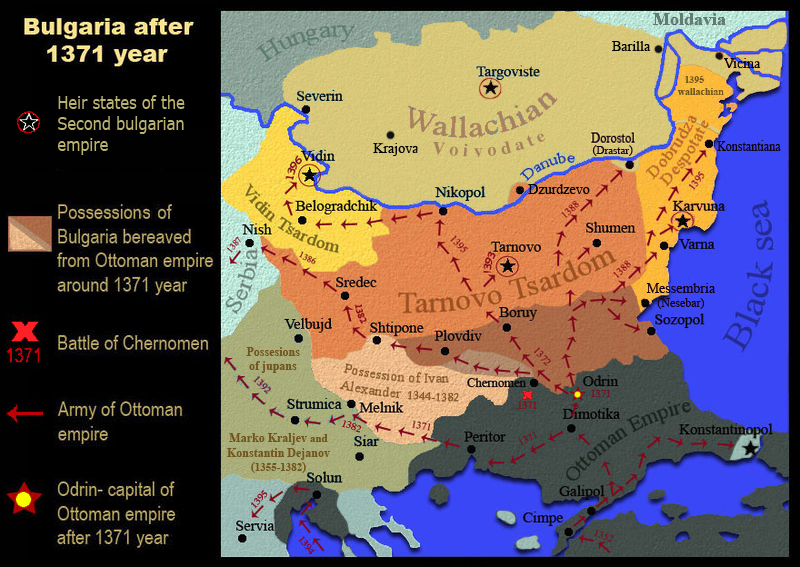
The Second Bulgarian Empire after the death of Ivan Alexander